# پیلزنو
پیلزنو (به لاتین: Pilzno) یک شهر و گمینا در لهستان است که در گمینا پیلزنو واقع شده‌است. پیلزنو ۱۶٫۰۱ کیلومتر مربع مساحت و ۴٬۹۴۳ نفر جمعیت دارد.